# Кзилкогинський район
Кзилко́гинський район (каз. Қызылқоға ауданы, рос. Кзылкогинский район) — адміністративна одиниця у складі Атирауської області Казахстану. Адміністративний центр — село Міяли.

## Населення
Населення — 30445 осіб (2021; 30606 у 2009, 31145 у 1999, 31038 у 1989).
Національний склад (станом на 2016 рік):
- казахи — 31510 осіб (99,89 %)
- росіяни — 11 осіб
- узбеки — 6 осіб
- каракалпаки — 4 особи
- татари — 4 особи
- німці — 1 особа
- білоруси — 1 особа
- грузини — 1 особа
- інші — 7 осіб

## Історія
Район планувалось утворено 27 березня 1928 року з волостей Уральської та Актюбінської областей. 23 липня того ж року територія району відійшла до Доссорського району. У квітні 1944 року район був реорганізований в Кизилкогський район у складі Гур'євської області. До його складу увійшли 11 колгоспів Макатського району та 8 колгоспів Тайпацького району. Спочатку районний центр перебував у селі Кизилкога, 1951 року його перенесено до села Карабау, 1959 року — до села Міяли.
2018 року зі складу району була виключена територія площею 141,48 км² і передана до Макатського району. 2019 року до складу району включено село Бухар Індерського району.

## Склад
До складу району входять 10 сільських округів:
| Поселення                        | Площа, км² | Населення, осіб (1989) | Населення, осіб (1999) | Населення, осіб (2009) | Населення, осіб (2021) | Центр       | Населені пункти |
| -------------------------------- | ---------- | ---------------------- | ---------------------- | ---------------------- | ---------------------- | ----------- | --------------- |
| Джангельдінський сільський округ | 574,94     | 2164                   | 1703                   | 1583                   | 1575                   | Жангельдіно | 1               |
| Жамбильський сільський округ     | 1230,70    | 2376                   | 2239                   | 1782                   | 1514                   | Караколь    | 2               |
| Кизилкогинський сільський округ  | 1314,94    | 2485                   | 1753                   | 1538                   | 1346                   | Карабау     | 2               |
| Коздигаринський сільський округ  | 963,86     | 2313                   | 2030                   | 1969                   | 1698                   | Конистау    | 3               |
| Міялинський сільський округ      | 2088,91    | 5303                   | 6034                   | 6473                   | 7569                   | Міяли       | 1               |
| Мукурський сільський округ       | 4989,74    | 4106                   | 4784                   | 4900                   | 4418                   | Мукур       | 7               |
| Ойильський сільський округ       | 1081,99    | 2538                   | 2499                   | 2298                   | 2263                   | Жаскайрат   | 2               |
| Сагізький сільський округ        | 4658,80    | 7033                   | 7118                   | 7092                   | 7441                   | Сагіз       | 4               |
| Тайсойганський сільський округ   | 1642,57    | 584                    | 794                    | 866                    | 889                    | Тайсойган   | 1               |
| Тасшагільський сільський округ   | 812,69     | 2136                   | 2191                   | 2105                   | 1732                   | Тасшагіл    | 3               |

## Найбільші населені пункти
Населені пункти з чисельністю населення понад 1000 осіб:
| № | Населений пункт | Населення, осіб (1989) | Населення, осіб (1999) | Населення, осіб (2009) | Населення, осіб (2021) |
| - | --------------- | ---------------------- | ---------------------- | ---------------------- | ---------------------- |
| 1 | Міяли           | 5 303                  | 6 034                  | 6 473                  | 7 569                  |
| 2 | Сагіз           | 5 353                  | 6 107                  | 6 530                  | 7 249                  |
| 3 | Мукур           | 2 659                  | 3 203                  | 3 423                  | 3 335                  |
| 4 | Жаскайрат       | 1 722                  | 1 937                  | 2 026                  | 2 151                  |
| 5 | Тасшагіл        | 1 805                  | 1 579                  | 1 682                  | 1 590                  |
| 6 | Жангельдіно     | 1 826                  | 1 703                  | 1 583                  | 1 575                  |
| 7 | Конистау        | 1 771                  | 1 566                  | 1 561                  | 1 511                  |
| 8 | Караколь        | 2 002                  | 1 670                  | 1 547                  | 1 454                  |
| 9 | Карабау         | 2 205                  | 1 523                  | 1 420                  | 1 311                  |